# Henk Duut
Henk Duut (* 14. Januar 1964 in Rotterdam) ist ein ehemaliger niederländischer Fußballspieler und -trainer.

## Karriere
Duut begann seine Karriere 1982 beim Erstligisten Feyenoord Rotterdam. 1983 wurde er mit dem Verein Vizemeister der Eredivisie. 1984 gewann er mit dem Verein den Eredivisie und KNVB-Pokal. Für Feyenoord bestritt er 104 Erstligaspiele und schoss dabei 20 Tore. 1986 wechselte er zu Fortuna Sittard. 1992 beendete er seine Karriere als Fußballspieler.
Mit der niederländischen Nationalmannschaft qualifizierte er sich für die Junioren-Weltmeisterschaft 1983.

## Erfolge
Feyenoord Rotterdam
- Niederländischer Meister: 1983/84
- Niederländischer Pokalsieger: 1983/84